# Paramentos litúrgicos

Velo de cáliz con bursa y manípulo en color litúrgico rojo

Los paramentos (del latín tardío paramentum, adorno, parare, preparar, equipar) se refieren tanto a los tapices u ornamentos de una sala de estado, como las vestiduras eclesiásticas. Los paramentos incluyen colgaduras litúrgicas sobre y alrededor del altar, como los manteles de altar, así como colgaduras en el púlpito y el atril, y en la categoría de vestiduras eclesiásticas se incluyen los velos humerales y las mitras. En general, se refieren al conjunto de vestiduras, tocados, colgaduras y ornamentos utilizados en las liturgias cristianas. A veces incluye cubiertos sagrados.
Las formas, los cortes y las costumbres asociadas con los paramentos fueron inicialmente objeto de numerosos cambios a lo largo de los siglos. Posteriormente, el hábito coral y las vestiduras habituales fueron fijados por diversos textos del Concilio de Trento, y complementados por una colección de textos, el Caeremoniale episcoporum, publicado por Clemente VIII en 1600, que establece las reglas de las ceremonias presididas por los obispos, válidas para las comunidades católicas de rito latino, respetando sin embargo algunas costumbres locales. Los colores litúrgicos siguen siendo un elemento fundamental de los paramentos litúrgicos.
En la mayoría de las iglesias cristianas que usan paramentos (incluidas la católica y una amplia variedad de denominaciones protestantes), los paramentos litúrgicos cambian de color según la estación del año eclesiástico. En las iglesias de la Reforma Protestante, muchos pastores celebran sin vestimenta litúrgica, aunque los protestantes sí tienen vestimenta sacerdotal: la túnica pastoral negra, a veces con estolas de colores, especialmente entre los luteranos. Algunas ceremonias de la Iglesia alta anglicana han conservado gran parte de la tradición romana.
- Adviento - morado (o en algunas tradiciones, azul)
- Navidad - blanco
- Cuaresma - violeta
- Pascua - blanco
- Pentecostés, Viernes Santo y fiestas de los mártires - rojo
- Tiempo ordinario - verde
- Día de los Fieles Difuntos, Misas de Réquiem - negro (opcionalmente morado)